# Kattis Ahlström
Katarina Sofie (Kattis) Ahlström, född 9 juni 1966 i Annedals församling, Göteborg, är en svensk journalist och programledare. Hon var under en period generalsekreterare i BRIS.

## Biografi
Kattis Ahlström växte upp i Lund. Hon är dotter till överläkaren och docenten Hans Ahlström (1939–2005) och psykologen Gunnel Kamme (1938–2016) samt yngre syster till Gabriella Ahlström. Som barn hade hon tänkt sig en karriär som klassiskt skolad musiker, och hon spelar cello och piano och har studerat musikvetenskap på universitetet, men en armskada tvingade henne att byta yrkesväg som ung.
Ahlström började sin yrkesbana som tv-programledare i underhållningsprogrammet 7 till 9 i Sveriges Television, tillsammans med Claes Åkeson. År 2000 var hon programledare för Eurovision Song Contest i Globen tillsammans med Anders Lundin. 2003–2005 ledde hon TV-huset och fick 2005 tv-priset Kristallen som "Årets kvinnliga programledare". Hon har också varit konferencier under Melodifestivalen och insamlingsgalor på tv (inklusive Tillsammans för världens barn 2017 och 2018). Under 2009 återkom hon till tv i Kattis & Company i TV4 Plus.
Den 28 juli 2006 var Ahlström en av sommarvärdarna i Sveriges Radio P1.
Ahlström var chefredaktör för Icakuriren 2006–2007. Mellan 2009 och 2011 utkom tidskriften Kattis & Company med Ahlström som chefredaktör.
Åren 2012–2015 var Ahlström generalsekreterare i Barnens rätt i samhället (BRIS) och är dessutom engagerad i Lilla barnets fond, Rädda Barnen  och FN:s befolkningsfond UNFPA.
Hösten 2015 återkom Kattis Ahlström till SVT för att leda fyra avsnitt av Nobelstudion i december.
År 2018 blev hon utsedd till julvärd i SVT.

## Framträdanden
- 1992 – 7–9
- 1993 – Tuben
- 1994 – Melodifestivalen
- 1994 – US of Amerika
- 1995 – Morgonpasset (krönikör)
- 1995 – FN-gala
- 1997 – F som i fuffens, förtal och falskhet
- 1997 – Världens barn-galan
- 1998 – Sommarnattens skeende
- 1998 – Amnesty-galan – å vilken härlig fredag
- 1998–1999 – Den stora klassfesten på TV3 [18]
- 2000 – Mer än potatis
- 2000 – Världens barn-galan
- 2000 – Eurovision Song Contest 2000
- 2001 – Uppdrag granskning
- 2002 – Världens barn-galan
- 2003 – Världens barn-galan
- 2004–2005 – TV-huset
- 2005 – Tsunami-gala
- 2005 – Alla tiders melodifestival
- 2005 – Kristallen
- 2006 – Sommar
- 2009 – Kattis & Company
- 2010 – Dansfeber
- 2017–2024 – Arvinge okänd
- 2018 – Julvärd
- 2020 – En kväll för Marie Fredriksson (SVT 25 januari 2020)
- 2020-2025 – Muren